# Нарис
Алваро Лопес Кансадо (порт. Álvaro Lopes Cançado; 8 декабря 1912, Убераба — 19 сентября 1984, Убераба), более известный под именем Нарис (порт. Nariz) — бразильский футболист, защитник, игрок сборной Бразилии. Выступал за «Атлетико Минейро», где всего за три года стал дважды чемпионом штата Минас-Жерайс, а также за «Флуминенсе» и «Ботафого». В последнем клубе Нарис провёл 7 лет, выиграв за это время чемпионат Рио в 1935 году.
За сборную Бразилии Нарис провёл 5 игр, три из них на чемпионате Южной Америки 1937 и одну на чемпионате мира 1938 года, где он провёл матч с Чехословакией.

## Достижения
- Чемпион штата Минас-Жерайс: 1931, 1932
- Чемпион штата Рио-де-Жанейро: 1935